# Cuijk
Cuijk este o comună și o localitate în provincia Brabantul de Nord, Țările de Jos.

## Localități
Cuijk, Beers, Haps, Katwijk, Linden, Sint Agatha, Vianen.